# Melilla Baloncesto
El Melilla Baloncesto és un club de bàsquet de Melilla, que actualment juga a la lliga LEB Or.

## Trajectòria
| Temporada | Competició | Pos. | V-D   | Copa          | Copa |
| --------- | ---------- | ---- | ----- | ------------- | ---- |
| 1991–92   | 1ª Divisió | 14è  | 11–29 |               |      |
| 1992–93   | 1ª Divisió | 25è  | 17–19 |               |      |
| 1993–94   | 1ª Divisió | 23r  | 17–13 |               |      |
| 1994–95   | EBA        | 6è   | 15–11 |               |      |
| 1995–96   | EBA        | 4t   |       |               |      |
| 1996–97   | LEB        | 7è   | 20–13 |               |      |
| 1997–98   | LEB        | 10è  | 11–17 | Copa Príncipe | QF   |
| 1998–99   | LEB        | 3r   | 22–12 | Copa Príncipe | C    |
| 1999–00   | LEB        | 5è   | 20–13 | Copa Príncipe | SF   |
| 2000–01   | LEB        | 12è  | 11–19 | Copa Príncipe | C    |
| 2001–02   | LEB        | 7è   | 17–18 |               |      |
| 2002–03   | LEB        | 11è  | 13–17 |               |      |
| 2003–04   | LEB        | 10è  | 16–18 |               |      |
| 2004–05   | LEB        | 12è  | 14–20 |               |      |
| 2005–06   | LEB        | 15è  | 14–20 |               |      |
| 2006–07   | LEB        | 13è  | 15–19 | Copa Príncipe | SF   |
| 2007–08   | LEB        | 10è  | 15–19 |               |      |
| 2008–09   | LEB Or     | 3r   | 26–12 | Copa Príncipe | RU   |
| 2009–10   | LEB Or     | 4t   | 29–14 | Copa Príncipe | C    |
| 2010–11   | LEB Or     | 11è  | 14–20 |               |      |
| 2011–12   | LEB Or     | 3r   | 27–21 |               |      |
| 2012–13   | LEB Or     | 14è  | 6–20  |               |      |
| 2013–14   | LEB Or     | 11è  | 10–16 |               |      |
| 2014–15   | LEB Or     | 9è   | 13–17 |               |      |
| 2015–16   | LEB Or     | 2n   | 31–10 | Copa Princesa | RU   |
| 2016–17   | LEB Or     | 7è   | 19–18 |               |      |
| 2017–18   | LEB Or     | 3r   | 29–19 |               |      |
| 2018–19   | LEB Or     | 4t   | 24–16 |               |      |
| 2019–20   | LEB Or     | 6è   | 15–9  |               |      |
| 2020–21   | LEB Or     | 15è  | 11-15 |               |      |
| 2021–22   | LEB Or     | 13è  | 14–20 |               |      |
| 2022–23   | LEB Or     |      |       |               |      |

1. ↑  Va mantenir la categoria gràcies a una expansió del nombre d'equips.
2. ↑  Va mantenir la categoria per haver-hi places lliures.
3. ↑  No va ascendir per no complir amb les condicions requerides per disputar la Lliga ACB.
4. ↑  Temporada reduïda a causa de la pandèmia de Covid-19.